# Бетагерпесвирусы
Бетагерпесвирусы или β-герпесвирусы (лат. Betaherpesvirinae) — подсемейство вирусов, входящее в семейство герпесвирусов.
Бетагерпесвирусы имеют длительный цикл репликации, могут находиться в латентном состоянии в разных органах и тканях (лейкоцитах, железах секреции, почках и т. д.)
Они имеют ограниченный диапазон носителей и отличаются медленным ростом в культуре.

## Классификация
По данным Международного комитета по таксономии вирусов (ICTV), на май 2016 г. в подсемейство включают следующие роды:
- Род Cytomegalovirus (Цитомегаловирус) (8 видов)
  - Human betaherpesvirus 5 — Вирус герпеса человека 5 типа
  - Panine betaherpesvirus 2'' — Вирус пузырчатого лишая шимпанзе 2
- Muromegalovirus (3 вида)
  - Murid betaherpesvirus 1 — Вирус герпеса мышиных 1
  - Murid betaherpesvirus 2 — Вирус герпеса мышиных 2
  - Murid betaherpesvirus 8 — Вирус герпеса мышиных 8
- Proboscivirus (3 вид)
  - Elephantid betaherpesvirus 1
  - Elephantid betaherpesvirus 4
  - Elephantid betaherpesvirus 5
- Roseolovirus (3 вида)
  - Human betaherpesvirus 6A — Вирус герпеса человека тип 6A
  - Human betaherpesvirus 6B — Вирус герпеса человека тип 6B
  - Human betaherpesvirus 7 — Вирус герпеса человека 7 типа
- Quwivirus
  - Caviid betaherpesvirus 2
  - Suid betaherpesvirus 2 — Вирус герпеса свиней 2[2]
  - Tupaiid betaherpesvirus 1